# Staatsbriefe
Staatsbriefe war der Name einer zwischen 1990 und 2001 monatlich erscheinenden rechtsextremen und reichspropagandistischen deutschen Zeitschrift.

## Geschichte
Die Zeitschrift wurde 1990 von Hans-Dietrich Sander gegründet und im Verlag Castel del Monte herausgegeben. Im Dezember 2001 erschien die letzte Printausgabe. Artikel und Beiträge gab es seitdem bis September 2007 nur noch online über eine Website.
Ausdrückliches Hauptanliegen der Staatsbriefe war es, die Bundesrepublik Deutschland zu überwinden und eine an die „staufische Tradition“ angelehnte „Reichsordnung“ einzuführen. Nach eigener Darstellung wurde der Name der Zeitschrift im Anklang an die Erlasse, Sendschreiben, Manifeste und Berichte des Stauferkaisers Friedrich II. gewählt. Zeitweilig war die Zeitschrift eine bedeutende Plattform der Präsentation und Diskussion internationaler Ordnungsvorstellungen der extremen Rechten.
Der Vorwurf des Antisemitismus und der permanenten Verunglimpfung der freiheitlichen demokratischen Grundordnung der Bundesrepublik und ihrer politischen Repräsentanten führte in den 1990er Jahren und darüber hinaus zu verschiedenen Erwähnungen (sowohl der Staatsbriefe – letztmals 2003 – als auch ihres Herausgebers Sander) in den Verfassungsschutzberichten unter der Rubrik „Rechtsextremismus“.
Aufgrund der Publikation eines Textes von Germar Rudolf und eines Beitrages zum Thema „Holocaust“ wurde Hans-Dietrich Sander 1998 vom Münchener Landgericht als verantwortlicher Herausgeber der Staatsbriefe wegen Volksverhetzung und Verunglimpfung des Andenkens Verstorbener „zu einer Freiheitsstrafe von 8 Monaten auf Bewährung sowie zu einer Geldstrafe in Höhe von 4.000 DM rechtskräftig verurteilt“.
In der Ausgabe 1 von 1993 wurde ein von Reinhold Oberlercher verfasstes Hundert-Tage Programm der nationalen Notstandsregierung publiziert, in dem konkrete Schritte des „nationalen Lagers“ für den Fall einer Machtergreifung vorgeschlagen wurden (S. 7–10). Folgende Punkte wurden unter anderem aufgelistet: „Einstellungsverbot für ausländische und volksfremde Arbeitskräfte“, „die standrechtliche Erschießung von Rauschgiftbesitzern“, „Verbot der Ideologie der Menschlichkeit“, „Verbot des Pazifismus“ und die „Wiedereinsetzung des Deutschen Reiches“.
In der Ausgabe 1 von 1999 veröffentlichten Reinhold Oberlercher, Horst Mahler und Günter Maschke ihre bereits am 24. Dezember 1998 auf der Website des Deutschen Kolleg veröffentlichte, sogenannte Kanonische Erklärung zur Bewegung von 1968.

## UnterreiheConsiliarien
Im Jahre 1995 wurde in Ergänzung zur Zeitschrift eine Unterreihe mit dem Titel Consiliarien begonnen, die über ein erstes Heft jedoch nicht hinauskam.

## Autoren
| - Hans Georg Amsel (1905–1999) - Peter Bahn (1953–2022) - Alain de Benoist (* 11. Dezember 1943) - Gerd Bergfleth (1936–2023) Autor im Sammelband „Die selbstbewusste Nation“ - Dieter Borkowski (1928–2000) - Hans-Werner Bracht (1927–2005) - Werner Bräuninger (* 6. April 1965) - Günther Brückner (1925–1996) - Michel Chossudovsky (* 1946) - Björn Clemens (* 12. April 1967) - Léon Degrelle (1906–1994) - Ivan Denes (1928–2011) - Gottfried Dietze (1922–2006) - Hellmut Diwald (1924–1993) - Rolf-Josef Eibicht (* 15. Januar 1951) - Richard Eichler (* 8. August 1921; † 15. Juli 2014) - Hans-Michael Fiedler (1943–2019) - Peter Furth (1930–2019) - Johanna Grund (* 17. Juli 1934; † 13. Juli 2017) - Jörg Hähnel (* 17. Juni 1975) | - Friedrich Hielscher (1902–1990) - Albrecht Jebens (* 4. Mai 1946) - Heinrich Jordis von Lohausen (1907–2002) - Michael Koth - Michael Kühnen (1955–1991) - Klaus Kunze (* 1953) - Uwe Lammla - Salcia Landmann (1911–2002) - Hans Lipinsky-Gottersdorf (1920–1991) - Horst Karl August Lummert (* 20. November 1931 in Berlin; † 23. September 2010 ebenda) - Horst Mahler (* 23. Januar 1936) - Günter Maschke (* 15. Januar 1943) - Uwe Meenen (* 1965) - Armin Mohler (1920–2003) - Andreas Mölzer (* 2. Dezember 1952) - Fritz Münch (1906–1995) - Michael Nier (* 1943) - Reinhold Oberlercher (* 17. Juni 1943) | - Hans-Dietrich Sander (* 17. Juni 1928; † 25. Januar 2017) - Arne Schimmer (* 4. Juli 1973) - Helmut Schröcke (* 18. Juni 1922; † 2018) - Josef Schüßlburner (* 1954) - Jürgen Schwab (* 26. Februar 1967) - Wolfgang Strauß (1931–2014) - Michael Swierczek (* 3. Oktober 1961) - Franz Uhle-Wettler (* 30. Oktober 1927; † 2018) - Peter Töpfer (* 27. Januar 1961) - Klaus Volk (* 29. April 1944) (unklar) - Thor von Waldstein (* 7. November 1959) - Konrad Weiß - Ernst Wies (1922–2012) - Christian Worch (* 14. März 1956) - Günter Zehm (* 12. Oktober 1933; † 2019) |